# Andrew Lepani
Andrew Lepani (Port Moresby, 28 agosto 1979) è un calciatore papuano, centrocampista dell'Hekari United.

## Carriera

### Club
Ha giocato nella massima serie papuana con PS United, Cosmos Port ed Hekari United.

### Nazionale
Nel 2003 ha esordito con la Nazionale papuana.

## Palmarès

### Club

#### Competizioni internazionali
- OFC Champions League: 1

Hekari United: OFC Champions League 2009-2010